# Prince Edward Island Route 4
Die Route 4 der kanadischen Provinz Prince Edward Island befindet sich im Osten der Insel. Sie hat eine Gesamtlänge von 63 km. Sie beginnt in Wood Island an der Route 1, dem Trans-Canada Highway, direkt am Fährhafen nach Nova Scotia. Die Route führt westwärts entlang der Küste, um dann nach Norden nach Murray River zu schwenken. Der Highway führt durch Montague und vorbei an Cardigan und endet an der Route 2. Nördlich von Montague liegt im Osten der Route der Brudenell River Provincial Park.